# Llista d'espècies de bariquèlids
Llista d'espècies de bariquèlids, una família d'aranyes migalomorfs descrita per Eugène Simon el 1889. Es troben distribuïdes per les zones càlides del planeta. Aquest llistat conté la informació recollida fins al 6 de setembre de 2006.

## Gèneres i espècies

### Ammonius
Ammonius Thorell, 1899
- Ammonius pupulus Thorell, 1899 (Camerun)

### Atrophothele
Atrophothele Pocock, 1903
- Atrophothele socotrana Pocock, 1903 (Socotra)

### Aurecocrypta
Aurecocrypta Raven, 1994
- Aurecocrypta katersi Raven, 1994 (Oest d'Austràlia)
- Aurecocrypta lugubris Raven, 1994 (Oest d'Austràlia)

### Barycheloides
Barycheloides Raven, 1994
- Barycheloides alluviophilus Raven, 1994 (Nova Caledònia)
- Barycheloides chiropterus Raven, 1994 (Nova Caledònia)
- Barycheloides concavus Raven, 1994 (Nova Caledònia)
- Barycheloides rouxi (Berland, 1924) (Nova Caledònia)
- Barycheloides rufofemoratus Raven, 1994 (Nova Caledònia)

### Barychelus
Barychelus Simon, 1889
- Barychelus badius Simon, 1889 (Nova Caledònia)
- Barychelus complexus Raven, 1994 (Nova Caledònia)

### Cosmopelma
Cosmopelma Simon, 1889
- Cosmopelma decoratum Simon, 1889 (Brasil)
- Cosmopelma dentatum Fischel, 1927 (Veneçuela)

### Cyphonisia
Cyphonisia Simon, 1889
- Cyphonisia affinitata Strand, 1907 (Est d'Àfrica)
- Cyphonisia annulata Benoit, 1966 (Ghana)
- Cyphonisia itombwensis Benoit, 1966 (Congo)
- Cyphonisia kissi (Benoit, 1966) (Congo)
- Cyphonisia maculata (Roewer, 1953) (Congo)
- Cyphonisia maculipes Strand, 1906 (Camerun)
- Cyphonisia manicata Simon, 1907 (Bioko)
- Cyphonisia nesiotes Simon, 1907 (St. Tomé, Príncipe)
- Cyphonisia nigella (Simon, 1889) (Congo)
- Cyphonisia obesa Simon, 1889 (Oest i centre d'Àfrica)
- Cyphonisia rastellata Strand, 1907 (Est d'Àfrica)
- Cyphonisia soleata Thorell, 1899 (Camerun)
- Cyphonisia straba Benoit, 1966 (Congo)

### Cyrtogrammomma
Cyrtogrammomma Pocock, 1895
- Cyrtogrammomma monticola Pocock, 1895 (Guyana)

### Diplothele
Diplothele O. P.-Cambridge, 1890
- Diplothele halyi Simon, 1892 (Sri Lanka)
- Diplothele walshi O. P.-Cambridge, 1890 (Índia)

### Encyocrypta
Encyocrypta Simon, 1889
- Encyocrypta abelardi Raven, 1994 (Nova Caledònia)
- Encyocrypta aureco Raven & Churchill, 1991 (Nova Caledònia)
- Encyocrypta berlandi Raven & Churchill, 1991 (Nova Caledònia)
- Encyocrypta bertini Raven, 1994 (Nova Caledònia)
- Encyocrypta bouleti Raven, 1994 (Nova Caledònia)
- Encyocrypta cagou Raven & Churchill, 1991 (Nova Caledònia)
- Encyocrypta colemani Raven & Churchill, 1991 (Nova Caledònia)
- Encyocrypta decooki Raven & Churchill, 1991 (Nova Caledònia)
- Encyocrypta djiaouma Raven & Churchill, 1991 (Nova Caledònia)
- Encyocrypta eneseff Raven & Churchill, 1991 (Nova Caledònia)
- Encyocrypta gracilibulba Raven, 1994 (Nova Caledònia)
- Encyocrypta grandis Raven, 1994 (Nova Caledònia)
- Encyocrypta heloiseae Raven, 1994 (Nova Caledònia)
- Encyocrypta koghi Raven & Churchill, 1991 (Nova Caledònia)
- Encyocrypta kone Raven & Churchill, 1991 (Nova Caledònia)
- Encyocrypta kottae Raven & Churchill, 1991 (Nova Caledònia)
- Encyocrypta kritscheri Raven & Churchill, 1991 (Nova Caledònia)
- Encyocrypta kwakwa Raven, 1994 (Nova Caledònia)
- Encyocrypta letocarti Raven & Churchill, 1991 (Nova Caledònia)
- Encyocrypta lugubris Raven & Churchill, 1991 (Nova Caledònia)
- Encyocrypta mckeei Raven, 1994 (Nova Caledònia)
- Encyocrypta meleagris Simon, 1889 (Nova Caledònia)
- Encyocrypta montdo Raven & Churchill, 1991 (Nova Caledònia)
- Encyocrypta montmou Raven & Churchill, 1991 (Nova Caledònia)
- Encyocrypta neocaledonica Raven & Churchill, 1991 (Nova Caledònia)
- Encyocrypta niaouli Raven & Churchill, 1991 (Nova Caledònia)
- Encyocrypta ouazangou Raven, 1994 (Nova Caledònia)
- Encyocrypta oubatche Raven & Churchill, 1991 (Nova Caledònia)
- Encyocrypta panie Raven & Churchill, 1991 (Nova Caledònia)
- Encyocrypta risbeci Raven, 1994 (Nova Caledònia)
- Encyocrypta tillieri Raven & Churchill, 1991 (Nova Caledònia)
- Encyocrypta tÍndia Raven & Churchill, 1991 (Nova Caledònia)

### Eubrachycercus
Eubrachycercus Pocock, 1897
- Eubrachycercus smithi Pocock, 1897 (Somalia)

### Fijocrypta
Fijocrypta Raven, 1994
- Fijocrypta vitilevu Raven, 1994 (Fiji)

### Idioctis
Idioctis L. Koch, 1874
- Idioctis eniwetok Raven, 1988 (Illes Marshall, Illes Carolines)
- Idioctis ferrophila Churchill & Raven, 1992 (Nova Caledònia)
- Idioctis helva L. Koch, 1874 (Fiji)
- Idioctis intertidalis (Benoit & Legendre, 1968) (Madagascar, Seychelles)
- Idioctis littoralis Abraham, 1924 (Singapur)
- Idioctis marovo Churchill & Raven, 1992 (Illes Solomon)
- Idioctis talofa Churchill & Raven, 1992 (Samoa)
- Idioctis xmas Raven, 1988 (Illes Christmas)
- Idioctis yerlata Churchill & Raven, 1992 (Queensland)

### Idiommata
Idiommata Ausserer, 1871
- Idiommata blackwalli (O. P.-Cambridge, 1870) (Oest d'Austràlia)
- Idiommata fusca L. Koch, 1874 (Queensland)
- Idiommata iridescens (Rainbow & Pulleine, 1918) (Queensland)
- Idiommata scintillans (Rainbow & Pulleine, 1918) (Sud d'Austràlia)

### Idiophthalma
Idiophthalma O. P.-Cambridge, 1877
- Idiophthalma amazonica Simon, 1889 (Brasil)
- Idiophthalma ecuadorensis Berland, 1913 (Ecuador)
- Idiophthalma pantherina Simon, 1889 (Veneçuela)
- Idiophthalma robusta Simon, 1889 (Ecuador)
- Idiophthalma suspecta O. P.-Cambridge, 1877 (Colòmbia)

### Mandjelia
Mandjelia Raven, 1994
- Mandjelia anzses Raven & Churchill, 1994 (Queensland)
- Mandjelia banksi Raven & Churchill, 1994 (Queensland)
- Mandjelia brassi Raven & Churchill, 1994 (Queensland)
- Mandjelia colemani Raven & Churchill, 1994 (Queensland)
- Mandjelia commoni Raven & Churchill, 1994 (Queensland)
- Mandjelia exasperans Raven & Churchill, 1994 (Queensland)
- Mandjelia fleckeri Raven & Churchill, 1994 (Queensland)
- Mandjelia galmarra Raven & Churchill, 1994 (Queensland)
- Mandjelia humphreysi Raven & Churchill, 1994 (Oest d'Austràlia)
- Mandjelia iwupataka Raven & Churchill, 1994 (Territori del Nord)
- Mandjelia macgregori Raven & Churchill, 1994 (Queensland)
- Mandjelia madura Raven & Churchill, 1994 (Oest d'Austràlia)
- Mandjelia mccrackeni Raven & Churchill, 1994 (Queensland)
- Mandjelia nuganuga Raven & Churchill, 1994 (Queensland)
- Mandjelia oenpelli Raven & Churchill, 1994 (Territori del Nord)
- Mandjelia paluma Raven & Churchill, 1994 (Queensland)
- Mandjelia platnicki Raven, 1994 (Nova Caledònia)
- Mandjelia qantas Raven & Churchill, 1994 (Queensland)
- Mandjelia rejae Raven & Churchill, 1994 (Queensland)
- Mandjelia thorelli (Raven, 1990) (Queensland)
- Mandjelia wooroonooran Raven & Churchill, 1994 (Queensland)
- Mandjelia wyandotte Raven & Churchill, 1994 (Queensland)
- Mandjelia yuccabine Raven & Churchill, 1994 (Queensland)

### Monodontium
Monodontium Kulczyn'ski, 1908
- Monodontium mutabile Kulczyn'ski, 1908 (Nova Guinea)
  - Monodontium mutabile minus Kulczyn'ski, 1908 (Nova Guinea)
  - Monodontium mutabile oculatissimum Kulczyn'ski, 1908 (Nova Guinea)
  - Monodontium mutabile oculatior Kulczyn'ski, 1908 (Nova Guinea)
  - Monodontium mutabile tetrathela Kulczyn'ski, 1908 (Nova Guinea)

### Moruga
Moruga Raven, 1994
- Moruga doddi Raven, 1994 (Queensland)
- Moruga fuliginea (Thorell, 1881) (Queensland)
- Moruga heatherae Raven, 1994 (Queensland)
- Moruga insularis Raven, 1994 (Queensland)
- Moruga kimberleyi Raven, 1994 (Oest d'Austràlia)
- Moruga thickthorni Raven, 1994 (Queensland)
- Moruga thorsborneorum Raven, 1994 (Queensland)
- Moruga wallaceae Raven, 1994 (Queensland)

### Natgeogia
Natgeogia Raven, 1994
- Natgeogia rastellata Raven, 1994 (Nova Caledònia)

### Neodiplothele
Neodiplothele Mello-Leitão, 1917
- Neodiplothele fluminensis Mello-Leitão, 1924 (Brasil)
- Neodiplothele irregularis Mello-Leitão, 1917 (Brasil)
- Neodiplothele leonardosi Mello-Leitão, 1939 (Brasil)
- Neodiplothele picta Vellard, 1924 (Brasil)

### Nihoa
Nihoa Raven & Churchill, 1992
- Nihoa annulata (Kulczyn'ski, 1908) (Nova Guinea)
- Nihoa annulipes (Thorell, 1881) (Nova Guinea)
- Nihoa aussereri (L. Koch, 1874) (Palau)
- Nihoa bisianumu Raven, 1994 (Nova Guinea)
- Nihoa courti Raven, 1994 (Nova Guinea)
- Nihoa crassipes (Rainbow, 1898) (Nova Guinea)
- Nihoa gressitti Raven, 1994 (Nova Guinea)
- Nihoa gruberi Raven, 1994 (Nova Irlanda)
- Nihoa hawaiiensis (Raven, 1988) (Hawaii)
- Nihoa itakara Raven, 1994 (Nova Guinea)
- Nihoa kaindi Raven, 1994 (Nova Guinea)
- Nihoa karawari Raven, 1994 (Nova Guinea)
- Nihoa lambleyi Raven, 1994 (Nova Guinea)
- Nihoa madang Raven, 1994 (Nova Guinea)
- Nihoa mahina Churchill & Raven, 1992 (Hawaii)
- Nihoa maior (Kulczyn'ski, 1908) (Nova Guinea)
- Nihoa mambulu Raven, 1994 (Illes Solomon)
- Nihoa pictipes (Pocock, 1899) (Nova Guinea, Nova Bretanya, Nova Irlanda, Illes Solomon)
- Nihoa raleighi Raven, 1994 (Nova Guinea)
- Nihoa tatei Raven, 1994 (Nova Guinea)
- Nihoa vanuatu Raven, 1994 (Vanuatu)
- Nihoa variata (Thorell, 1881) (Nova Guinea)
- Nihoa verireti Raven, 1994 (Nova Guinea)

### Orstom
Orstom Raven, 1994
- Orstom aoupinie Raven, 1994 (Nova Caledònia)
- Orstom chazeaui Raven & Churchill, 1994 (Nova Caledònia)
- Orstom hydratemei Raven & Churchill, 1994 (Nova Caledònia)
- Orstom macmillani Raven, 1994 (Nova Caledònia)
- Orstom tropicus Raven, 1994 (Nova Caledònia)
- Orstom undecimatus Raven, 1994 (Nova Caledònia)

### Ozicrypta
Ozicrypta Raven, 1994
- Ozicrypta australoborealis Raven & Churchill, 1994 (Territori del Nord)
- Ozicrypta clarki Raven & Churchill, 1994 (Queensland)
- Ozicrypta clyneae Raven & Churchill, 1994 (Queensland)
- Ozicrypta combeni Raven & Churchill, 1994 (Queensland)
- Ozicrypta cooloola Raven & Churchill, 1994 (Queensland)
- Ozicrypta digglesi Raven & Churchill, 1994 (Queensland)
- Ozicrypta etna Raven & Churchill, 1994 (Queensland)
- Ozicrypta eungella Raven & Churchill, 1994 (Queensland)
- Ozicrypta filmeri Raven & Churchill, 1994 (Queensland)
- Ozicrypta hollinsae Raven & Churchill, 1994 (Queensland)
- Ozicrypta kroombit Raven & Churchill, 1994 (Queensland)
- Ozicrypta lawlessi Raven & Churchill, 1994 (Queensland)
- Ozicrypta littleorum Raven & Churchill, 1994 (Queensland)
- Ozicrypta mcarthurae Raven & Churchill, 1994 (Queensland)
- Ozicrypta mcdonaldi Raven & Churchill, 1994 (Queensland)
- Ozicrypta microcauda Raven & Churchill, 1994 (Queensland)
- Ozicrypta noonamah Raven & Churchill, 1994 (Territori del Nord)
- Ozicrypta palmarum (Hogg, 1901) (Territori del Nord)
- Ozicrypta pearni Raven & Churchill, 1994 (Queensland)
- Ozicrypta reticulata (L. Koch, 1874) (Queensland)
- Ozicrypta sinclairi Raven & Churchill, 1994 (Queensland)
- Ozicrypta tuckeri Raven & Churchill, 1994 (Queensland)
- Ozicrypta walkeri Raven & Churchill, 1994 (Queensland)
- Ozicrypta wallacei Raven & Churchill, 1994 (Queensland)
- Ozicrypta wrightae Raven & Churchill, 1994 (Queensland)

### Paracenobiopelma
Paracenobiopelma Feio, 1952
- Paracenobiopelma gerecormophilum Feio, 1952 (Brasil)

### Pisenor
Pisenor Simon, 1889
- Pisenor arcturus (Tucker, 1917) (Zimbabwe)
- Pisenor leleupi (Benoit, 1965) (Congo)
- Pisenor lepidus (Gerstäcker, 1873) (Tanzània)
- Pisenor macequece (Tucker, 1920) (Moçambic)
- Pisenor notius Simon, 1889 (Etiòpia fins a Zimbabwe)
- Pisenor plicatus (Benoit, 1965) (Ruanda)
- Pisenor selindanus (Benoit, 1965) (Zimbabwe)
- Pisenor tenuistylus (Benoit, 1965) (Congo)
- Pisenor upembanus (Roewer, 1953) (Congo)

### Plagiobothrus
Plagiobothrus Karsch, 1891
- Plagiobothrus semilunaris Karsch, 1891 (Sri Lanka)

### Psalistops
Psalistops Simon, 1889
- Psalistops crassimanus Mello-Leitão, 1923 (Brasil)
- Psalistops fulvus Bryant, 1948 (Hispaniola)
- Psalistops gasci Maréchal, 1996 (Guaiana Francesa)
- Psalistops maculosus Bryant, 1948 (Hispaniola)
- Psalistops melanopygius Simon, 1889 (Veneçuela)
- Psalistops montigenus (Simon, 1889) (Veneçuela)
- Psalistops nigrifemuratus Mello-Leitão, 1939 (Brasil)
- Psalistops opifex (Simon, 1889) (Veneçuela)
- Psalistops solitarius (Simon, 1889) (Veneçuela)
- Psalistops tigrinus Simon, 1889 (Veneçuela)
- Psalistops venadensis Valerio, 1986 (Costa Rica)
- Psalistops zonatus Simon, 1889 (Veneçuela)

### Questocrypta
Questocrypta Raven, 1994
- Questocrypta goloboffi Raven, 1994 (Nova Caledònia)

### Reichlingia
Reichlingia Rudloff, 2001
- Reichlingia annae (Reichling, 1997) (Belize)

### Rhianodes
Rhianodes Raven, 1985
- Rhianodes atratus (Thorell, 1890) (Malàisia, Singapur, Filipines)

### Sason
Sason Simon, 1887
- Sason andamanicum Simon, 1888 (Illes Andaman)
- Sason colemani Raven, 1986 (Queensland)
- Sason hirsutum Schwendinger, 2003 (Indonèsia)
- Sason maculatum (Roewer, 1963) (Illes Marianes, Illes Carolines)
- Sason pectinatum Kulczyn'ski, 1908 (Nova Guinea)
- Sason robustum (O. P.-Cambridge, 1883) (Índia, Sri Lanka, Seychelles)
- Sason sechellanum Simon, 1898 (Seychelles)
- Sason sundaicum Schwendinger, 2003 (Tailàndia, Malàisia)

### Sasonichus
Sasonichus Pocock, 1900
- Sasonichus sullivani Pocock, 1900 (Índia)

### Seqocrypta
Seqocrypta Raven, 1994
- Seqocrypta bancrofti Raven, 1994 (Nova Gal·les del Sud)
- Seqocrypta hamlynharrisi Raven & Churchill, 1994 (Queensland)
- Seqocrypta jakara Raven, 1994 (Queensland, Nova Gal·les del Sud)
- Seqocrypta mckeowni Raven, 1994 (Nova Gal·les del Sud)

### Sipalolasma
Sipalolasma Simon, 1892
- Sipalolasma aedificatrix Abraham, 1924 (Malàisia)
- Sipalolasma arthrapophysis (Gravely, 1915) (Índia)
- Sipalolasma bicalcarata (Simon, 1904) (Etiòpia)
- Sipalolasma ellioti Simon, 1892 (Sri Lanka)
- Sipalolasma greeni Pocock, 1900 (Sri Lanka)
- Sipalolasma humicola (Benoit, 1965) (Moçambic)
- Sipalolasma kissi Benoit, 1966 (Congo)
- Sipalolasma ophiriensis Abraham, 1924 (Malàisia)
- Sipalolasma warnantae Benoit, 1966 (Congo)

### Strophaeus
Strophaeus Ausserer, 1875
- Strophaeus austeni (F. O. P.-Cambridge, 1896) (Brasil)
- Strophaeus kochi (O. P.-Cambridge, 1870) (Perú)
- Strophaeus pentodon (Simon, 1892) (Brasil)

### Synothele
Synothele Simon, 1908
- Synothele arrakis Raven, 1994 (Oest d'Austràlia)
- Synothele boongaree Raven, 1994 (Oest d'Austràlia)
- Synothele butleri Raven, 1994 (Oest d'Austràlia)
- Synothele durokoppin Raven, 1994 (Oest d'Austràlia)
- Synothele goongarrie Raven, 1994 (Oest d'Austràlia)
- Synothele harveyi Churchill & Raven, 1994 (Oest d'Austràlia)
- Synothele houstoni Raven, 1994 (Oest d'Austràlia)
- Synothele howi Raven, 1994 (Oest d'Austràlia)
- Synothele karara Raven, 1994 (Oest d'Austràlia)
- Synothele koonalda Raven, 1994 (Sud d'Austràlia)
- Synothele longbottomi Raven, 1994 (Oest d'Austràlia)
- Synothele lowei Raven, 1994 (Oest d'Austràlia)
- Synothele meadhunteri Raven, 1994 (Oest d'Austràlia, Sud d'Austràlia)
- Synothele michaelseni Simon, 1908 (Oest d'Austràlia)
- Synothele moonabie Raven, 1994 (Sud d'Austràlia)
- Synothele mullaloo Raven, 1994 (Oest d'Austràlia)
- Synothele ooldea Raven, 1994 (Sud d'Austràlia)
- Synothele parifusca (Main, 1954) (Oest d'Austràlia)
- Synothele pectinata Raven, 1994 (Oest d'Austràlia)
- Synothele rastelloides Raven, 1994 (Oest d'Austràlia)
- Synothele rubripes Raven, 1994 (Oest d'Austràlia)
- Synothele subquadrata Raven, 1994 (Oest d'Austràlia)
- Synothele taurus Raven, 1994 (Oest d'Austràlia)
- Synothele yundamindra Raven, 1994 (Oest d'Austràlia)

### Thalerommata
Thalerommata Ausserer, 1875
- Thalerommata gracilis Ausserer, 1875 (Colòmbia)
- Thalerommata macella (Simon, 1903) (Colòmbia)
- Thalerommata meridana (Chamberlin & Ivie, 1938) (Mèxic)

### Tigidia
Tigidia Simon, 1892
- Tigidia alluaudi (Simon, 1902) (Madagascar)
- Tigidia bastardi (Simon, 1902) (Madagascar)
- Tigidia dubia (Strand, 1907) (Madagascar)
- Tigidia majori (Pocock, 1903) (Madagascar)
- Tigidia mathiauxi (Simon, 1902) (Madagascar)
- Tigidia mauriciana Simon, 1892 (Maurici)
- Tigidia processigera (Strand, 1907) (Madagascar)
- Tigidia typica (Strand, 1907) (Madagascar)

### Trichopelma
Trichopelma Simon, 1888
- Trichopelma affine (Simon, 1891) (St. Vincent)
- Trichopelma astutum (Simon, 1889) (Veneçuela)
- Trichopelma coenobita (Simon, 1889) (Veneçuela)
- Trichopelma corozali (Petrunkevitch, 1929) (Cuba, Puerto Rico)
- Trichopelma cubanum (Simon, 1903) (Cuba)
- Trichopelma cubanum (Banks, 1909) (Cuba)
- Trichopelma flavicomum Simon, 1891 (Brasil)
- Trichopelma illetabile Simon, 1888 (Brasil)
- Trichopelma insulanum (Petrunkevitch, 1926) (St. Thomas)
- Trichopelma laselva Valerio, 1986 (Costa Rica)
- Trichopelma maculatum (Banks, 1906) (Bahames)
- Trichopelma maculatum (Franganillo, 1930) (Cuba)
- Trichopelma nitidum Simon, 1888 (Hispaniola)
- Trichopelma scopulatum (Fischel, 1927) (Veneçuela)
- Trichopelma spinosum (Franganillo, 1926) (Cuba)
- Trichopelma zebra (Petrunkevitch, 1925) (Panamà)

### Trittame
Trittame L. Koch, 1874
- Trittame augusteyni Raven, 1994 (Queensland)
- Trittame bancrofti (Rainbow & Pulleine, 1918) (Queensland)
- Trittame berniesmythi Raven, 1994 (Queensland)
- Trittame forsteri Raven, 1990 (Queensland)
- Trittame gracilis L. Koch, 1874 (Queensland)
- Trittame ingrami Raven, 1990 (Queensland)
- Trittame kochi Raven, 1990 (Queensland)
- Trittame loki Raven, 1990 (Queensland)
- Trittame mccolli Raven, 1994 (Queensland)
- Trittame rainbowi Raven, 1994 (Queensland)
- Trittame stonieri Raven, 1994 (Queensland)
- Trittame xerophila Raven, 1990 (Queensland)

### Troglothele
Troglothele Fage, 1929
- Troglothele coeca Fage, 1929 (Cuba)

### Tungari
Tungari Raven, 1994
- Tungari aurukun Raven, 1994 (Queensland)
- Tungari kenwayae Raven, 1994 (Queensland)
- Tungari mascordi Raven, 1994 (Queensland)
- Tungari monteithi Raven, 1994 (Queensland)

### Zophorame
Zophorame Raven, 1990
- Zophorame covacevichae Raven, 1994 (Queensland)
- Zophorame gallonae Raven, 1990 (Queensland)
- Zophorame hirsti Raven, 1994 (Queensland)
- Zophorame simoni Raven, 1990 (Queensland)

### Zophoryctes
Zophoryctes Simon, 1902
- Zophoryctes flavopilosus Simon, 1902 (Madagascar)